# Lista medaliaților olimpici la box
Lista medaliaților olimpici la box, cuprinde pugiliștii care au câștigat medaliile de aur, argint sau bronz.

## Categoria
| Olimpiada | Aur                                | Argint                                                                                         | Bronz |
| --------- | ---------------------------------- | ---------------------------------------------------------------------------------------------- | --- |
| 1968      | Francisco Rodríguez (VEN)          | Jee Yong-ju (KOR)                                                                              | Harlan Marbley (USA) Hubert Skrzypczak (POL)                                                                      |
| 1972      | György Gedó (HUN)                  | [[Imagine:Format:Country flag alias PRK\|22x20px\|flag of North Korea.svg]] Kim U-gil (PRK)    | Ralph Evans (GBR) Enrique Rodríguez (ESP)                                                                         |
| 1976      | Jorge Hernández (CUB)              | [[Imagine:Format:Country flag alias PRK\|22x20px\|flag of North Korea.svg]] Lee Byong-uk (PRK) | Orlando Maldonado (PUR) Phayao Phoontharat (THA)                                                                  |
| 1980      | Schamil Altajewitsch Sabirow (URS) | Hipólito Ramos (CUB)                                                                           | Iwajlo Marinow (BUL) [[Imagine:Format:Country flag alias PRK\|22x20px\|flag of North Korea.svg]] Bong Uk-li (PRK) |
| 1984      | Paul Gonzales (USA)                | Salvatore Todisco (ITA)                                                                        | José Marcelino Bolivar (VEN) Keith Mwila (ZAM)                                                                    |
| 1988      | Iwajlo Marinow (BUL)               | Michael Carbajal (USA)                                                                         | Róbert Isaszegi (HUN) Leopoldo Serantes (PHI)                                                                     |
| 1992      | Rogelio Marcelo (CUB)              | Daniel Petrow (BUL)                                                                            | Jan Quast (GER) Roel Velasco (PHI)                                                                                |
| 1996      | Daniel Petrow (BUL)                | Mansueto Velasco (PHI)                                                                         | Oleg Kirjuschin (UKR) Rafael Lozano (ESP)                                                                         |
| 2000      | Brahim Asloum (FRA)                | Rafael Lozano (ESP)                                                                            | [[Imagine:Format:Country flag alias PRK\|22x20px\|flag of North Korea.svg]] Kim Un-chol (PRK) Maikro Romero (CUB) |
| 2004      | Yan Barthelemí (CUB)               | Atagün Yalçınkaya (TUR)                                                                        | Sergei Nikolajewitsch Kasakow (RUS) Zhou Shiming (CHN)                                                            |
| 2008      | Zhou Shiming (CHN)                 | Pürewdordschiin Serdamba (MGL)                                                                 | Paddy Barnes (IRL) Yampier Hernández (CUB)                                                                        |

| Olimpiada | Aur                                                                                            | Argint                         | Bronz                                                        |
| --------- | ---------------------------------------------------------------------------------------------- | ------------------------------ | ------------------------------------------------------------ |
| 1968      | George Finnegan (USA)                                                                          | Miles Burke (USA)              | n-a avut loc                                                 |
| 1920      | Frankie Genaro (USA)                                                                           | Anders Petersen (DEN)          | William Cuthbertson (GBR)                                    |
| 1924      | Fidel LaBarba (USA)                                                                            | James McKenzie (GBR)           | Raymond Fee (USA)                                            |
| 1928      | Antal Kocsis (HUN)                                                                             | Armand Apell (FRA)             | Carlo Cavagnoli (ITA)                                        |
| 1932      | István Énekes (HUN)                                                                            | Francisco Cabañas (MEX)        | Louis Salica (USA)                                           |
| 1936      | Willy Kaiser (DEU)                                                                             | Gavino Matta (ITA)             | Louis Laurie (USA)                                           |
| 1948      | Pascual Pérez (ARG)                                                                            | Spartaco Bandinelli (ITA)      | Han Soo-an (KOR)                                             |
| 1952      | Nathan Brooks (USA)                                                                            | Edgar Basel (GER)              | Anatoli Nikolajewitsch Bulakow (SUN) Bill Toweel (RSA)       |
| 1956      | Terence Spinks (GBR)                                                                           | Mircea Dobrescu (ROM)          | John Caldwell (IRL) René Libeer (FRA)                        |
| 1960      | Gyula Török (HUN)                                                                              | Sergei Siwko (URS)             | Abdelmoneim El-Guindi Kiyoshi Tanabe (JPN)                   |
| 1964      | Fernando Atzori (ITA)                                                                          | Artur Olech (POL)              | Robert Carmody (USA) Stanislaw Sorokin (URS)                 |
| 1968      | Ricardo Delgado (CUB)                                                                          | Artur Olech (POL)              | Servilio de Oliveira (BRA) Leo Rwabwogo (UGA)                |
| 1972      | Georgi Kostadinow (BUL)                                                                        | Leo Rwabwogo (UGA)             | Leszek Blazynski (POL) Douglas Rodríguez (CUB)               |
| 1976      | Leo Randolph (USA)                                                                             | Ramón Duvalón (CUB)            | Leszek Blazynski (POL) David Torosjan (URS)                  |
| 1980      | Petar Lessow (BUL)                                                                             | Wiktor Miroschnitschenko (URS) | Hugh Russell (IRL) János Váradi (HUN)                        |
| 1984      | Steve McCrory (USA)                                                                            | Redzep Redzepovski (YUG)       | Ibrahim Bilali (KEN) Eyüp Can (TUR)                          |
| 1988      | Kim Kwang-sun (KOR)                                                                            | Andreas Tews (GDR)             | Mario González (MEX) Timofei Skrjabin (URS)                  |
| 1992      | [[Imagine:Format:Country flag alias PRK\|22x20px\|flag of North Korea.svg]] Choi Chol-su (PRK) | Raúl González (CUB)            | Timothy Austin (USA) István Kovács (HUN)                     |
| 1996      | Maikro Romero (CUB)                                                                            | Bolat Schumadilow (KAZ)        | Zoltan Lunka (GER) Albert Alexandrowitsch Pakejew (RUS)      |
| 2000      | Wijan Ponlid (THA)                                                                             | Bolat Schumadilow (KAZ)        | Wladimir Sidorenko (UKR) Jérôme Thomas (FRA)                 |
| 2004      | Yuriorkis Gamboa (CUB)                                                                         | Jérôme Thomas (FRA)            | Fuad Aslanow (AZE) Rustam Rachimow (GER)                     |
| 2008      | Somjit Jongjohor (THA)                                                                         | Andry Laffita (CUB)            | Vincenzo Picardi (ITA) Georgi Ruslanowitsch Balakschin (RUS) |

| Olimpiada | Aur                                                                                          | Argint                                       | Bronz |
| --------- | -------------------------------------------------------------------------------------------- | -------------------------------------------- | --- |
| 1968      | Oliver Kirk (USA)                                                                            | George Finnegan (USA)                        | n-a fost decernat                                                                                                  |
| 1908      | Henry Thomas (GBR)                                                                           | John Condon (GBR)                            | William Webb (GBR)                                                                                                 |
| 1920      | Clarence Walker (RSA)                                                                        | Clifford Graham (CAN)                        | George McKenzie (GBR)                                                                                              |
| 1924      | William Smith (RSA)                                                                          | Salvatore Tripoli (USA)                      | Jean Ces (FRA) |
| 1928      | Vittorio Tamagnini (ITA)                                                                     | John Daley (USA)                             | Harry Isaacs (RSA)                                                                                                 |
| 1932      | Horace Gwynne (CAN)                                                                          | Hans Ziglarski (GER)                         | José Villanueva (PHI)                                                                                              |
| 1936      | Ulderico Sergo (ITA)                                                                         | Jack Wilson (USA)                            | Fidel Ortiz (MEX)                                                                                                  |
| 1948      | Tibor Csík (HUN)                                                                             | Giovanni Zuddas (ITA)                        | Juan Venegas (USA)                                                                                                 |
| 1952      | Pentti Hämäläinen (FIN)                                                                      | John McNally (IRL)                           | Gennadi Garbusow (SUN) Kang Joon-ho (KOR)                                                                          |
| 1956      | Wolfgang Behrendt (GER)                                                                      | Song Soon-chun (KOR)                         | Claudio Barrientos (CHI) Frederick Gilroy (IRL)                                                                    |
| 1960      | Oleg Grigorjewitsch Grigorjew (URS)                                                          | Primo Zamparini (ITA)                        | Brunon Bendig (POL) Oliver Taylor (AUS)                                                                            |
| 1964      | Takao Sakurai (JPN)                                                                          | Chung Shin-cho (KOR)                         | Juan Mendoza (MEX) Washington Rodríguez (URU)                                                                      |
| 1968      | Walerian Sergejewitsch Sokolow (URS)                                                         | Eridadi Mukwanga (UGA)                       | Chang Kyou-chul (KOR) Eiji Morioka (JPN)                                                                           |
| 1972      | Orlando Martínez (CUB)                                                                       | Alfonso Zamora (MEX)                         | Ricardo Carreras (USA) George Turpin (GBR)                                                                         |
| 1976      | [[Imagine:Format:Country flag alias PRK\|22x20px\|flag of North Korea.svg]] Gu Yong-ju (PRK) | Charles Mooney (USA)                         | Patrick Cowdell (GBR) Wiktor Georgijewitsch Rybakow (URS)                                                          |
| 1980      | Juan Hernández (CUB)                                                                         | Bernardo Pinango (VEN)                       | Michael Anthony (GUY) Dumitru Cipere (ROM)                                                                         |
| 1984      | Maurizio Stecca (ITA)                                                                        | Héctor López (MEX)                           | Pedro Nolasco (DOM) Dale Walters (CAN)                                                                             |
| 1988      | Kennedy McKinney (USA)                                                                       | Alexandar Hristow (BUL)                      | Phajol Moolsan (THA) Jorge Julio Rocha (CUB)                                                                       |
| 1992      | Joel Casamayor (CUB)                                                                         | Wayne McCullough (IRL)                       | Mohamed Achik (MAR) [[Imagine:Format:Country flag alias PRK\|22x20px\|flag of North Korea.svg]] Li Gwang-sik (PRK) |
| 1996      | István Kovács (HUN)                                                                          | Arnaldo Mesa (CUB)                           | Vichairachanon Khodpo (THA) Raimkul Chudojnasarowitsch Malachbekow (RUS)                                           |
| 2000      | Guillermo Rigondeaux (CUB)                                                                   | Raimkul Chudojnasarowitsch Malachbekow (RUS) | Serhij Daniltschenko (UKR) Clarence Vinson (USA)                                                                   |
| 2004      | Guillermo Rigondeaux (CUB)                                                                   | Worapoj Petchkoom (THA)                      | Aghasi Məmmədov (AZE) Bahodirjon Sultanow (UZB)                                                                    |
| 2008      | Enchbatyn Badar-Uugan (MGL)                                                                  | Yankiel León (CUB)                           | Veaceslav Gojan (MDA) Bruno Julie (MRI)                                                                            |

| Olimpiada | Aur                                       | Argint                                                                                         | Bronz                                                          |
| --------- | ----------------------------------------- | ---------------------------------------------------------------------------------------------- | -------------------------------------------------------------- |
| 1968      | Oliver Kirk (USA)                         | Frank Haller (USA)                                                                             | Frederick Gilmore (USA)                                        |
| 1908      | Richard Gunn (GBR)                        | Charles Morris (GBR)                                                                           | Hugh Roddin (GBR)                                              |
| 1920      | Paul Fritsch (FRA)                        | Jean Gachet (FRA)                                                                              | Edoardo Garzena (ITA)                                          |
| 1924      | Jackie Fields (USA)                       | Joseph Salas (USA)                                                                             | Pedro Quartucci (ARG)                                          |
| 1928      | Bep van Klaveren (NED)                    | Víctor Peralta (ARG)                                                                           | Harold Devine (USA)                                            |
| 1932      | Carmelo Robledo (ARG)                     | Josef Schleinkofer (GER)                                                                       | Allan Carlsson (SWE)                                           |
| 1936      | Oscar Casanovas (ARG)                     | Charles Catterall (RSA)                                                                        | Josef Miner (DEU)                                              |
| 1948      | Ernesto Formenti (ITA)                    | Dennis Shepherd (RSA)                                                                          | Aleksy Antkiewicz (POL)                                        |
| 1952      | Ján Zachara (TCH)                         | Sergio Caprari (ITA)                                                                           | Leonard Leisching (RSA) Joseph Ventaja (FRA)                   |
| 1956      | Wladimir Konstantinowitsch Safronow (URS) | Thomas Nicholls (GBR)                                                                          | Pentti Hämäläinen (FIN) Henryk Niedžwiedzki (POL)              |
| 1960      | Francesco Musso (ITA)                     | Jerzy Adamski (POL)                                                                            | Jorma Limmonen (FIN) William Meyers (RSA)                      |
| 1964      | Stanislaw Stepanowitsch Stepaschkin (URS) | Anthony Villanueva (PHI)                                                                       | Charles Brown (USA) Heinz Schulz (GER)                         |
| 1968      | Antonio Roldán (MEX)                      | Albert Robinson (USA)                                                                          | Iwan Michailow (BUL) Philip Waruinge (KEN)                     |
| 1972      | Boris Georgijewitsch Kusnezow (URS)       | Philip Waruinge (KEN)                                                                          | András Botos (HUN) Clemente Rojas (COL)                        |
| 1976      | Ángel Herrera (CUB)                       | Richard Nowakowski (GDR)                                                                       | Leszek Kosedowski (POL) Juan Paredes (MEX)                     |
| 1980      | Rudi Fink (GDR)                           | Adolfo Horta (CUB)                                                                             | Krzysztof Kosedowski (POL) Wiktor Georgijewitsch Rybakow (URS) |
| 1984      | Meldrick Taylor (USA)                     | Peter Konyegwachie (NGR)                                                                       | Turgut Aykaç (TUR) Omar Catari (VEN)                           |
| 1988      | Giovanni Parisi (ITA)                     | Daniel Dumitrescu (ROM)                                                                        | Abdelhak Achik (MAR) Lee Jae-hyuk (KOR)                        |
| 1992      | Andreas Tews (GER)                        | Faustino Reyes (ESP)                                                                           | Ramaz Paliani (EUN) Hocine Soltani (ALG)                       |
| 1996      | Somluck Kamsing (THA)                     | Serafim Todorow (BUL)                                                                          | Pablo Chacón (ARG) Floyd Mayweather junior (USA)               |
| 2000      | Beksat Sattarchanow (KAZ)                 | Rocky Juarez (USA)                                                                             | Kamil Dschamaludinow (RUS) Tahar Tamsamani (MAR)               |
| 2004      | Alexei Wiktorowitsch Tischtschenko (RUS)  | [[Imagine:Format:Country flag alias PRK\|22x20px\|flag of North Korea.svg]] Kim Song-guk (PRK) | Jo Seok-hwan (KOR) Vitali Tajbert (GER)                        |
| 2008      | Wassyl Lomatschenko (UKR)                 | Khedafi Djelkhir (FRA)                                                                         | Yakup Kılıç (TUR) Șahin İmranov (AZE)                          |

| Olimpiada | Aur                                      | Argint                                | Bronz                                                       |
| --------- | ---------------------------------------- | ------------------------------------- | ----------------------------------------------------------- |
| 1968      | Harry Spanger (USA)                      | James Eagan (USA)                     | Russell van Horn (USA)                                      |
| 1908      | Frederick Grace (GBR)                    | Frederick Spiller (GBR)               | Harry Johnson (GBR)                                         |
| 1920      | Samuel Mosberg (USA)                     | Gotfred Johansen (DEN)                | Clarence Newton (CAN)                                       |
| 1924      | Hans Jacob Nielsen (DEN)                 | Alfredo Copello (ARG)                 | Frederick Boylstein (USA)                                   |
| 1928      | Carlo Orlandi (ITA)                      | Stephen Halaiko (USA)                 | Gunnar Berggren (SWE)                                       |
| 1932      | Lawrence Stevens (RSA)                   | Thure Ahlqvist (SWE)                  | Nathan Bor (USA)                                            |
| 1936      | Imre Harangi (HUN)                       | Nikolai Stepulov (EST)                | Erik Ågren (SWE)                                            |
| 1948      | Gerald Dreyer (RSA)                      | Joseph Vissers (BEL)                  | Svend Wad (DEN)                                             |
| 1952      | Aureliano Bolognesi (ITA)                | Aleksy Antkiewicz (POL)               | Gheorge Fiat (ROM) Erkki Pakkanen (FIN)                     |
| 1956      | Richard McTaggart (GBR)                  | Harry Kurschat (GER)                  | Anthony Byrne (IRL) Anatoli Nikolajewitsch Lagetko (URS)    |
| 1960      | Kazimierz Paździor (POL)                 | Sandro Lopopolo (ITA)                 | Abel Laudonio (ARG) Richard McTaggart (GBR)                 |
| 1964      | Józef Grudzień (POL)                     | Welikton Barannikow (URS)             | Ronald Harris (USA) James McCourt (IRL)                     |
| 1968      | Ronald Harris (USA)                      | Józef Grudzień (POL)                  | Calistrat Cuțov (ROM) Zvonimir Vujin (YUG)                  |
| 1972      | Jan Szczepański (POL)                    | László Orbán (HUN)                    | Samuel Mbugua (KEN) Alfonso Pérez (COL)                     |
| 1976      | Howard Davis (USA)                       | Simion Cuțov (ROM)                    | Ace Rusevski (YUG) Wassili Anatoljewitsch Solomin (URS)     |
| 1980      | Ángel Herrera (CUB)                      | Wiktor Leonidowitsch Demjanenko (URS) | Kazimierz Adach (POL) Richard Nowakowski (GDR)              |
| 1984      | Pernell Whitaker (USA)                   | Luis Ortiz (CUB)                      | Chun Chil-sung (KOR) Martin N’Dongo (CMR)                   |
| 1988      | Andreas Zülow (GDR)                      | George Cramne (SWE)                   | Romallis Ellis (USA) Nergui Enchbat (MGL)                   |
| 1992      | Óscar de la Hoya (USA)                   | Marco Rudolph (GER)                   | Namjil Bajarsaichan (MGL) Hong Sung-sik (KOR)               |
| 1996      | Hocine Soltani (ALG)                     | Tontscho Tontschew (BUL)              | Terrance Cauthen (USA) Leonard Doroftei (ROM)               |
| 2000      | Mario Kindelán (CUB)                     | Andreas Kotelnik (UKR)                | Cristián Bejarano (MEX) Alexander Iwanowitsch Maletin (RUS) |
| 2004      | Mario Kindelán (CUB)                     | Amir Khan (GBR)                       | Murat Wladimirowitsch Chratschow (RUS) Serik Jeleuow (KAZ)  |
| 2008      | Alexei Wiktorowitsch Tischtschenko (RUS) | Daouda Sow (FRA)                      | Hratschik Jawachjan (ARM) Yordenis Ugás (CUB)               |

| Olimpiada | Aur                                        | Argint                          | Bronz                                             |
| --------- | ------------------------------------------ | ------------------------------- | ------------------------------------------------- |
| 1952      | Charles Adkins (USA)                       | Wiktor Iwanowitsch Mednow (SUN) | Erkki Mallenius (FIN) Bruno Visintin (ITA)        |
| 1956      | Wladimir Nikolajewitsch Jengibarjan (URS)  | Franco Nenci (ITA)              | Constantin Dumitrescu (ROM) Henry Loubscher (RSA) |
| 1960      | Bohumil Němeček (TCH)                      | Clement Quartey (GHA)           | Quincey Daniels (USA) Marian Kasprzyk (POL)       |
| 1964      | Jerzy Kulej (POL)                          | Jewgeni Frolow (URS)            | Eddie Blay (GHA) Habib Galhia (TUN)               |
| 1968      | Jerzy Kulej (POL)                          | Enrique Regueiferos (CUB)       | Arto Nilsson (FIN) James Wallington (USA)         |
| 1972      | Ray Seales (USA)                           | Angel Angelow (BUL)             | Issaka Dabore (NIG) Zvonimir Vujin (YUG)          |
| 1976      | Sugar Ray Leonard (USA)                    | Andrés Aldama (CUB)             | Wladimir Kolew (BUL) Kazimierz Szczerba (POL)     |
| 1980      | Patrizio Oliva (ITA)                       | Serik Konakbajew (URS)          | José Aguilar (CUB) Anthony Willis (GBR)           |
| 1984      | Jerry Page (USA)                           | Dhawee Umponmaha (THA)          | Mircea Fulger (ROM) Mirko Puzović (YUG)           |
| 1988      | Wjatscheslaw Jewgenjewitsch Janowski (URS) | Grahame Cheney (AUS)            | Reiner Gies (GER) Lars Myrberg (SWE)              |
| 1992      | Héctor Vinent (CUB)                        | Mark Leduc (CAN)                | Leonard Doroftei (ROM) Jyri Kjäll (FIN)           |
| 1996      | Héctor Vinent (CUB)                        | Oktay Urkal (GER)               | Fethi Missaoui (TUN) Bolat Niyazymbetow (KAZ)     |
| 2000      | Mahamadkadir Abdullajew (UZB)              | Ricardo Williams (USA)          | Mohamed Allalou (ALG) Diógenes Luna (CUB)         |
| 2004      | Manus Boonjumnong (THA)                    | Yudel Johnson (CUB)             | Boris Georgiew (BUL) Ionuț Gheorghe (ROM)         |
| 2008      | Félix Díaz (DOM)                           | Manus Boonjumnong (THA)         | Alexis Vastine (FRA) Rosniel Iglesias (CUB)       |

| Olimpiada | Aur                              | Argint                   | Bronz                                               |
| --------- | -------------------------------- | ------------------------ | --------------------------------------------------- |
| 1904      | Albert Young (USA)               | Harry Spanger (USA)      | James Eagan (USA) Joseph Lydon (USA)                |
| 1920      | Albert Schneider () (CAN)        | Alexander Ireland (GBR)  | Frederick Colberg (USA)                             |
| 1924      | Jean Delarge (BEL)               | Héctor Méndez (ARG)      | Douglas Lewis (CAN)                                 |
| 1928      | Edward Morgan (NZL)              | Raúl Landini (ARG)       | Raymond Smillie (CAN)                               |
| 1932      | Edward Flynn (USA)               | Erich Campe (GER)        | Bruno Ahlberg (FIN)                                 |
| 1936      | Sten Suvio (FIN)                 | Michael Murach (DEU)     | Gerhard Pedersen (DEN)                              |
| 1948      | Július Torma (TCH)               | Horace Herring (USA)     | Alessandro D’Ottavio (ITA)                          |
| 1952      | Zygmunt Chychła (POL)            | Sergei Tscherbakow (SUN) | Günther Heidemann (GER) Victor Jørgensen (DEN)      |
| 1956      | Nicolae Linca (ROM)              | Frederick Tiedt (IRL)    | Nicholas Gargano (GBR) Kevin Hogarth (AUS)          |
| 1960      | Nino Benvenuti (ITA)             | Juri Radonjak (URS)      | Leszek Drogosz (POL) James Lloyd () (GBR)           |
| 1964      | Marian Kasprzyk (POL)            | Richardas Tamulis (URS)  | Silvano Bertini (ITA) Pertti Purhonen (FIN)         |
| 1968      | Manfred Wolke (GDR)              | Joseph Bessala (CMR)     | Mario Guilloti (ITA) Wladimir Musalimow (URS)       |
| 1972      | Emilio Correa Vaillant (CUB)     | János Kajdi (HUN)        | Richard Murunga (KEN) Jesse Valdez (USA)            |
| 1976      | Jochen Bachfeld (GDR)            | Pedro Gamarro (VEN)      | Reinhard Skricek (FRG) Victor Zilberman () (ROM)    |
| 1980      | Andrés Aldama (CUB)              | John Mugabi (UGA)        | Karl-Heinz Krüger (GDR) Kazimierz Szczerba (POL)    |
| 1984      | Mark Breland (USA)               | An Young-su (KOR)        | Luciano Bruno (ITA) Joni Nyman (FIN)                |
| 1988      | Robert Wangila (KEN)             | Laurent Boudouani (FRA)  | Jan Dydak (POL) Kenneth Gould (USA)                 |
| 1992      | Michael Carruth (IRL)            | Juan Hernández (CUB)     | Aníbal Santiago Acevedo (PUR) Arkhom Chenglai (THA) |
| 1996      | Oleg Elekpajewitsch Saitow (RUS) | Juan Hernández (CUB)     | Daniel Santos () (PUR) Marian Simion (ROM)          |
| 2000      | Oleg Elekpajewitsch Saitow (RUS) | Serhij Dosenko (UKR)     | Witali Grusac (MDA) Dorel Simion (ROM)              |
| 2004      | Baqtijar Artajew (KAZ)           | Lorenzo Aragón (CUB)     | Kim Jung-joo (KOR) Oleg Elekpajewitsch Saitow (RUS) |
| 2008      | Baqyt Särsekbajew (KAZ)          | Carlos Banteaux (CUB)    | Coreea de Sud Hanati Silamu (CHN)                   |

| Olimpiada | Aur                                | Argint                      | Bronz                                                          |
| --------- | ---------------------------------- | --------------------------- | -------------------------------------------------------------- |
| 1952      | László Papp (HUN)                  | Theunis van Schalkwyk (RSA) | Eladio Herrera (ARG) { Boris Tischin (SUN)                     |
| 1956      | László Papp (HUN)                  | José Torres () (USA)        | John McCormack () (GBR) { Zbigniew Pietrzykowski (POL)         |
| 1960      | Wilbert McClure (USA)              | Carmelo Bossi (ITA)         | William Fisher () (GBR) { Boris Nikolajewitsch Lagutin (URS)   |
| 1964      | Boris Nikolajewitsch Lagutin (URS) | Joseph Gonzales (FRA)       | Józef Grzesiak (POL) { Nojim Maiyegun (NGR)                    |
| 1968      | Boris Nikolajewitsch Lagutin (URS) | Rolando Garbey (CUB)        | John Baldwin () (USA) { Günther Meier (FRG)                    |
| 1972      | Dieter Kottysch (FRG)              | Wiesław Rudkowski (POL)     | Alan Minter (GBR) { Peter Tiepold (GDR)                        |
| 1976      | Jerzy Rybicki (POL)                | Tadija Kačar (YUG)          | Rolando Garbey (CUB) { Wiktor Grigorjewitsch Sawtschenko (URS) |
| 1980      | Armando Martínez (CUB)             | Alexander Koschkin (URS)    | Ján Franek (TCH) { Detlef Kästner (GDR)                        |
| 1984      | Frank Tate (USA)                   | Shawn O’Sullivan (CAN)      | Christophe Tiozzo (FRA) { Manfred Zielonka (FRG)               |
| 1988      | Park Si-hun (KOR)                  | Roy Jones junior (USA)      | Raymond Downey (CAN) { Richard Woodhall (GBR)                  |
| 1992      | Juan Carlos Lemus (CUB)            | Orhan Delibaș (NED)         | György Mizsei (HUN) { Robin Reid () (GBR)                      |
| 1996      | David Reid (USA)                   | Alfredo Duvergel (CUB)      | Jermachan Ibraimow (KAZ) { Karim Tulaganow (UZB)               |
| 2000      | Jermachan Ibraimow (KAZ)           | Marian Simion (ROM)         | Jermain Taylor (USA) { Pornchai Thongburan (THA)               |

| Olimpiada | Aur                                        | Argint                                     | Bronz                                            |
| --------- | ------------------------------------------ | ------------------------------------------ | ------------------------------------------------ |
| 1904      | Charles Mayer (USA)                        | Benjamin Spradley (USA)                    | n-a fost decernat                                |
| 1908      | Johnny Douglas (GBR)                       | Reginald Baker (AUS)                       | William Philo (GBR)                              |
| 1920      | Harry Mallin (GBR)                         | Georges Prud’Homme (CAN)                   | Montgomery Herscovitch (CAN)                     |
| 1924      | Harry Mallin (GBR)                         | John Elliott () (GBR)                      | Joseph Beecken (BEL)                             |
| 1928      | Piero Toscani (ITA)                        | Jan Heřmánek (TCH)                         | Leonard Steyaert (BEL)                           |
| 1932      | Carmen Barth (USA)                         | Amado Azar (ARG)                           | Ernest Peirce (RSA)                              |
| 1936      | Jean Despeaux (FRA)                        | Henry Tiller (NOR)                         | Raúl Villareal (ARG)                             |
| 1948      | László Papp (HUN)                          | John Wright (GBR)                          | Ivano Fontana (ITA)                              |
| 1952      | Floyd Patterson (USA)                      | Vasile Tițǎ (ROM)                          | Boris Nikolow (BUL) Stig Sjölin (SWE)            |
| 1956      | Gennadi Iwanowitsch Schatkow (URS)         | Ramón Tapia (CHI)                          | Gilbert Chapron (FRA) Víctor Zalazar (ARG)       |
| 1960      | Edward Crook (USA)                         | Tadeusz Walasek (POL)                      | Jewgeni Feofanow (URS) Ion Monea (ROM)           |
| 1964      | Waleri Wladimirowitsch Popentschenko (URS) | Emil Schulz (GER)                          | Francesco Valle (ITA) Tadeusz Walasek (POL)      |
| 1968      | Christopher Finnegan (GBR)                 | Alexei Iwanowitsch Kisseljow (URS)         | Alfred Jones (USA) Agustín Zaragoza (MEX)        |
| 1972      | Wjatscheslaw Iwanowitsch Lemeschew (URS)   | Reima Virtanen (FIN)                       | Prince Amartey (GHA) Marvin Johnson (USA)        |
| 1976      | Michael Spinks (USA)                       | Rufat Asadowitsch Riskijew (URS)           | Luis Felipe Martínez (CUB) Alec Năstac (ROM)     |
| 1980      | José Gómez Mustelier (CUB)                 | Wiktor Grigorjewitsch Sawtschenko (URS)    | Jerzy Rybicki (POL) Valentin Silaghi (ROM)       |
| 1984      | Shin Joon-sup (KOR)                        | Virgil Hill (USA)                          | Arístides González (PUR) Mohamed Zaoui (ALG)     |
| 1988      | Henry Maske (GDR)                          | Egerton Marcus (CAN)                       | Christian Sande (KEN) Hussain Shah Syed (PAK)    |
| 1992      | Ariel Hernández (CUB)                      | Chris Byrd (USA)                           | Chris Johnson (CAN) Lee Seung-bae (KOR)          |
| 1996      | Ariel Hernández (CUB)                      | Malik Beyleroğlu (TUR)                     | Mohamed Bahari (ALG) Roshii Wells (USA)          |
| 2000      | Jorge Gutiérrez (CUB)                      | Gaidarbek Abdulajewitsch Gaidarbekow (RUS) | Zsolt Erdei (HUN) Wugar Alakparow (AZE)          |
| 2004      | Gaidarbek Abdulajewitsch Gaidarbekow (RUS) | Gennadi Golowkin (KAZ)                     | Andre Dirrell (USA) Suriya Prasathinphimai (THA) |
| 2008      | James DeGale (GBR)                         | Emilio Correa Bayeux (CUB)                 | Darren Sutherland (IRL) Vijender Kumar (IND)     |

| Olimpiada | Aur                                   | Argint                             | Bronz                                                      |
| --------- | ------------------------------------- | ---------------------------------- | ---------------------------------------------------------- |
| 1920      | Edward Eagan (USA)                    | Sverre Sørsdal (NOR)               | Harold Franks (GBR)                                        |
| 1924      | Harry Mitchell (GBR)                  | Thyge Petersen (DEN)               | Sverre Sørsdal (NOR)                                       |
| 1928      | Víctor Avendaño (ARG)                 | Ernst Pistulla (GER)               | Karel Miljon (NED)                                         |
| 1932      | David Carstens (RSA)                  | Gino Rossi (ITA)                   | Peter Jørgensen (DEN)                                      |
| 1936      | Roger Michelot (FRA)                  | Richard Vogt (DEU)                 | Francisco Risiglione (ARG)                                 |
| 1948      | George Hunter () (RSA)                | Donald Scott (GBR)                 | Mauro Cia (ARG)                                            |
| 1952      | Norvel Lee (USA)                      | Antonio Pacenza (ARG)              | Anatoli Perow (SUN) Harri Siljander (FIN)                  |
| 1956      | James Boyd () (USA)                   | Gheorghe Negrera (ROM)             | Carlos Lucas (CHI) Romualdas Murauskas (URS)               |
| 1960      | Muhammad Ali (USA)                    | Zbigniew Pietrzykowski (POL)       | Anthony Madigan (AUS) Giulio Saraudi (ITA)                 |
| 1964      | Cosimo Pinto (ITA)                    | Alexei Iwanowitsch Kisseljow (URS) | Alexandar Nikolow (BUL) Zbigniew Pietrzykowski (POL)       |
| 1968      | Danas Pozniakas (URS)                 | Ion Monea (ROM)                    | Stanisław Dragan (POL) Georgi Stankow (BUL)                |
| 1972      | Mate Parlov (YUG)                     | Gilberto Carrillo (CUB)            | Janusz Gortat (POL) Isaac Ikhouria (NGR)                   |
| 1976      | Leon Spinks (USA)                     | Sixto Soria (CUB)                  | Costică Dafinoiu (ROM) Janusz Gortat (POL)                 |
| 1980      | Slobodan Kačar (YUG)                  | Paweł Skrzecz (POL)                | Herbert Bauch (GDR) Ricardo Rojas Frías (CUB)              |
| 1984      | Anton Josipović (YUG)                 | Kevin Barry (NZL)                  | Evander Holyfield (USA) Mustapha Moussa (ALG)              |
| 1988      | Andrew Maynard (USA)                  | Nurmagomed Schanawasow (URS)       | Henryk Petrich (POL) Damir Škaro (YUG)                     |
| 1992      | Torsten May (GER)                     | Rostislaw Saulitschni (EUN)        | Wojciech Bartnik (POL) Zoltán Béres (HUN)                  |
| 1996      | Wassili Schirow (KAZ)                 | Lee Seung-bae (KOR)                | Antonio Tarver (USA) Thomas Ulrich (GER)                   |
| 2000      | Alexander Borissowitsch Lebsiak (RUS) | Rudolf Kraj (CZE)                  | Andrij Wassylowytsch Fedtschuk (UKR) Sergei Mihailow (UZB) |
| 2004      | Andre Ward (USA)                      | Magomed Aripgadijew (BLR)          | Utkirbek Haidarow (UZB) Ahmed Ismail (EGY)                 |
| 2008      | Zhang Xiaoping (CHN)                  | Kenneth Egan (IRL)                 | Yerkebulan Shynaliyev (KAZ) Tony Jeffries (GBR)            |

| Olimpiada | Aur                                     | Argint                                             | Bronz                                                    |
| --------- | --------------------------------------- | -------------------------------------------------- | -------------------------------------------------------- |
| 1904      | Samuel Berger (USA)                     | Charles Mayer (USA)                                | William Michaels (USA)                                   |
| 1908      | Albert Oldman (GBR)                     | Sydney Evans (GBR)                                 | Frederick Parks (GBR)                                    |
| 1920      | Ronald Rawson (GBR)                     | Søren Petersen (DEN)                               | Xavier Eluère (FRA)                                      |
| 1924      | Otto von Porat (NOR)                    | Søren Petersen (DEN)                               | Alfredo Porzio (ARG)                                     |
| 1928      | Arturo Rodriguez Jurado (ARG)           | Nils Arvid Ramm (SWE)                              | Michael Michaelsen (DEN)                                 |
| 1932      | Santiago Lovell (ARG)                   | Luigi Rovati (ITA)                                 | Frederick Feary (USA)                                    |
| 1936      | Herbert Runge (DEU)                     | Guillermo Lovell (ARG)                             | Erling Nilsen (NOR)                                      |
| 1948      | Rafael Iglesias () (ARG)                | Gunnar Nilsson () (SWE)                            | John Arthur (RSA)                                        |
| 1952      | Ed Sanders () (USA)                     | Ingemar Johansson (SWE)                            | Ilkka Koski (FIN) Andries Nieman (RSA)                   |
| 1956      | Pete Rademacher (USA)                   | Lew Dmitrijewitsch Muchin (URS)                    | Daan Bekker (RSA) Giacomo Bozzano (ITA)                  |
| 1960      | Franco De Piccoli (ITA)                 | Daan Bekker (RSA)                                  | Josef Němec (TCH) Günter Siegmund (GER)                  |
| 1964      | Joe Frazier (USA)                       | Hans Huber () (GER)                                | Wadim Michailowitsch Jemeljanow (URS) Giuseppe Ros (ITA) |
| 1968      | George Foreman (USA)                    | Jonas Cepulis (URS)                                | Giorgio Bambini (ITA) Joaquín Rocha (MEX)                |
| 1972      | Teófilo Stevenson (CUB)                 | Ion Alexe (ROM)                                    | Peter Hussing (FRG) Hasse Thomsén (SWE)                  |
| 1976      | Teófilo Stevenson (CUB)                 | Mircea Simon (ROM)                                 | Clarence Hill (BER) John Tate (USA)                      |
| 1980      | Teófilo Stevenson (CUB)                 | Pjotr Iwanowitsch Sajew (URS)                      | Jürgen Fanghänel (GDR) István Lévai (HUN)                |
| 1984      | Henry Tillman (USA)                     | Willie DeWitt (CAN)                                | Angelo Musone (ITA) Arnold Vanderlyde (NED)              |
| 1988      | Ray Mercer (USA)                        | Baik Hyun-man (KOR)                                | Andrzej Gołota (POL) Arnold Vanderlyde (NED)             |
| 1992      | Félix Savón (CUB)                       | David Izon (NGR)                                   | David Tua (NZL) Arnold Vanderlyde (NED)                  |
| 1996      | Félix Savón (CUB)                       | David Defiagbon (CAN)                              | Nate Jones (USA) Luan Krasniqi (GER)                     |
| 2000      | Félix Savón (CUB)                       | Sultan-Achmed Magomedsalichowitsch Ibragimow (RUS) | Sebastian Köber (GER) Wladimir Tschanturia (GEO)         |
| 2004      | Odlanier Solís (CUB)                    | Wiktor Sujew (BLR)                                 | Naser Al Shami (SYR) Mohamed Elsayed (EGY)               |
| 2008      | Rachim Ruslanowitsch Tschakchijew (RUS) | Clemente Russo (ITA)                               | Osmay Acosta (CUB) Deontay Wilder (USA)                  |

| Olimpiada | Aur                                      | Argint                       | Bronz                                                                     |
| --------- | ---------------------------------------- | ---------------------------- | ------------------------------------------------------------------------- |
| 1984      | Tyrell Biggs (USA)                       | Francesco Damiani (ITA)      | Aziz Salihu (YUG) Robert Wells () (GBR)                                   |
| 1988      | Lennox Lewis (CAN)                       | Riddick Bowe (USA)           | Alexander Wiktorowitsch Miroschnitschenko (URS) Janusz Zarenkiewicz (POL) |
| 1992      | Roberto Balado (CUB)                     | Richard Bango (NGR)          | Brian Nielsen () (DEN) Swilen Russinow (BUL)                              |
| 1996      | Wladimir Klitschko (UKR)                 | Paea Wolfgramm (TGA)         | Duncan Dokiwari (NGR) Alexei Wladimirowitsch Lesin (RUS)                  |
| 2000      | Audley Harrison (GBR)                    | Muchtarchan Dildabekow (KAZ) | Rustam Saidow (UZB) Paolo Vidoz (ITA)                                     |
| 2004      | Alexander Wladimirowitsch Powetkin (RUS) | Mohamed Aly (EGY)            | Roberto Cammarelle (ITA) Michel López (CUB)                               |
| 2008      | Roberto Cammarelle (ITA)                 | Zhang Zhilei (CHN)           | David Price (GBR) Wjatscheslaw Hlaskow (UKR)                              |

## Clasarea pugiliștilor după rezultate
| Locul | Nume                 | Țara                       | de la | până la | Aur | Argint | Bronz | Total |
| ----- | -------------------- | -------------------------- | ----- | ------- | --- | ------ | ----- | ----- |
| 1     | László Papp          | Ungaria                    | 1948  | 1956    | 3   | –      | –     | 3     |
| 1     | Félix Savón          | Cuba                       | 1992  | 2000    | 3   | –      | –     | 3     |
| 1     | Teófilo Stevenson    | Cuba                       | 1972  | 1980    | 3   | –      | –     | 3     |
| 4     | Boris Lagutin        | Uniunea Sovietică          | 1960  | 1968    | 2   | –      | 1     | 3     |
| 4     | Oleg Saitow          | Rusia                      | 1996  | 2004    | 2   | –      | 1     | 3     |
| 6     | Ariel Hernández      | Cuba                       | 1992  | 1996    | 2   | –      | –     | 2     |
| 6     | Ángel Herrera        | Cuba                       | 1976  | 1980    | 2   | –      | –     | 2     |
| 6     | Mario Kindelán       | Cuba                       | 2000  | 2004    | 2   | –      | –     | 2     |
| 6     | Oliver Kirk          | Statele Unite ale Americii | 1904  | 1904    | 2   | –      | –     | 2     |
| 6     | Jerzy Kulej          | Polonia                    | 1964  | 1968    | 2   | –      | –     | 2     |
| 6     | Harry Mallin         | Regatul Unit               | 1920  | 1924    | 2   | –      | –     | 2     |
| 6     | Guillermo Rigondeaux | Cuba                       | 2000  | 2004    | 2   | –      | –     | 2     |
| 6     | Alexei Tischtschenko | Rusia                      | 2004  | 2008    | 2   | –      | –     | 2     |
| 6     | Héctor Vinent        | Cuba                       | 1992  | 1996    | 2   | –      | –     | 2     |